# Teisp od Anšana
Teisp (staroperz. Cišpiš}; grčki Τεΐσπης) (? - 640. pr. Kr.), kralj Perzije poznat po tituli „Kralj Anšana“.    

## Obitelj
Teisp je bio sin Ahemena, kralja Perzije. O ostalim obiteljskim podacima, izuzevši njegova dva sina, nema gotovo nikakvih podataka.

## Vladavina
O životu Teispa se zna vrlo malo s obzirom na ograničenost izvora; jedini poznati podaci su njegovo ime, osvajanje Anšana, njegovi preci i nasljednici, dok su godine vladavine i smrti računate dijeleći određene vremenske periode s brojem generacija zapisanima u Behistunu. Osvojio je elamski grad Anšan i sebe proglasio „Kraljem grada Anšana“, što je bio prvi korak prema stvaranju Perzijskog Carstva.

## Ostavština
Teispa je u Anšanu naslijedio njegov sin Kir I., dok je njegov drugi sin Arijaramn postao kraljem Parsumaša; paralelnog perzijskog kraljevstva.

## Kronologija
- 675. pr. Kr. - Teisp od Anšana dolazi na mjesto perzijskog kralja, nasljeđujući svog oca Ahemena.
- 640-ih pr. Kr. - Teisp osvaja elamski grad Anšan.
- 640. pr. Kr. - smrt i kraj vladavine Teispa.

| Prethodnik:                                                     | Kralj Perzije (cca 675. - cca 640. pr. Kr.) ____________________ Kralj Anšana (cca 675. - cca 640. pr. Kr.) | Nasljednik:                                                                        |
| Ahemen (cca 705. - cca 675. pr. Kr.) ____________________ Nitko | Kralj Perzije (cca 675. - cca 640. pr. Kr.) ____________________ Kralj Anšana (cca 675. - cca 640. pr. Kr.) | Arijaramn (cca 640. - ?) ____________________ Kir I. (cca 640. - cca 580. pr. Kr.) |